# Albinen
Albinen is een gemeente en plaats in het Zwitserse kanton Wallis, en maakt deel uit van het district Leuk.
Albinen telt 257 inwoners.
In 2017 kwam de plaats in het nieuws vanwege een initiatief van de jongere bewoners. Jongeren die zich in de plaats wilden vestigen, konden een geldbedrag van duizenden euro's krijgen (onder voorwaarden) om leegloop tegen te gaan.